# 斯波爾丁鎮區 (愛荷華州尤寧縣)
斯波爾丁鎮區（英語：Spaulding Township）是位於美國愛荷華州猶尼昂縣的一個行政鎮區。

## 地方資料
根據2010年美國人口普查的數據，斯波爾丁鎮區的面積為89.76平方千米，當中陸地面積為87.91平方千米，而水域面積為1.85平方千米。當地共有人口236人，而人口密度為每平方千米2.63人。